# Bermudski trougao (strip)
Bermudski trougao je 9. epizoda strip edicije Marti Misterija. U SR Srbiji, tada u sastavu SFRJ, ova epizoda je objavljena prvi put u martu 1984. godine kao vanredno izdanje Lunov magnus stripa #9. u izdanju Dnevnika iz Novog Sada. Cena sveske bila je 60 dinara (1,55 DEM; 0,58 $). Ovo je 1. deo duže epizode koja se nastavila u #10.

## Marti Misterija kao posebno izdanje LMS
U vreme kada je ova epizoda objavljena prvi put u bivšoj Jugoslaviji, Marti Misterija je još uvek izlazio kao posebno izdanje LMS smenjujući se sa stripom Đil (koji je kasnije prestao da izlazi). Smenjivanje je bilo pravilo kako na naslovnoj strani, tako i u pogledu redosleda epizoda. Na jednoj svesci bi na naslovnoj strani bio Đil, a na drugoj Marti Misterija. U jednom broju bi prvi strip bio Đil, a u narednoj Marti Misterija. Otuda naslovne strane epizoda #1, 3, 5, 7, 9 i 11 Marti Misterije nikada nisu objavljene u bivšoj Jugoslaviji.
Cela sveska #9. imala je ukupno 198 strana, dok se ova epizoda nalazila na stranama 131-124. U prvom delu sveske nalazila se epizoda Đila pod nazivom Rodeo (str. 3-98), dok se na stranama 99-130 nalazio 3. deo epizode Izvor mladosti, koji je započeo u VLMS #7 i #8.

## Originalna epizoda
Ova epizoda je premijerno objavljena 01. decembra 1982. u Italiji pod nazivom Il Triangolo delle Bermude za izdavačku kuću Boneli (Italija). Cena je bila 800 lira ($0,56; 1,39 DEM). Epizodu je nacrtao Franko Binjoti (Franco Bignotti) i Anđelo Marija Riči (Angelo Maria Ricci), a scenario je napisao Alfredo Kasteli (A. Castelli). Naslovnu stranu nacrtao je Đankarlo Alesandrini.

## Epizoda u dve sveske
Ova epizoda je u vanrednom izdanju LMS bila objavljena u tri sveske u VLMS #9-10.
-#9, strane 131-194 (naslov Bermudski trougao)
-#10, strane: 3-98 (naslov Tajna Luzitanije)

## Kratak sadržaj
Prolog (godina 1915). Američki brod Luzitanija plovi iz Amerike u Evropu. Kada je došao u Prolaz Sv Đorđa (između Irske i Engleske), nemačka podmornica na njega ispaljuje projektil i potapa ga 7. maja 1915.
Glavna priča (godina 1982). U blizni Bahama, Marti i Java kao ronioci izlaze na ostrvo u potrazi za jahtom sa putnicima, koja je nestala. Otkrivaju da su pirati zarobili puntike jahte. Nakon što su otmu gliser i beže, pirati ih jure na otvorenom moru sa svojim brodom, te u jednom trenutku, na oči Martija i Jave, nestanu ispred njih.
Radnja se potom seli u Nju Jork gde kod Martija u posetu stiže Piter Morton, jedan od otetih sa jahte koju je Marti spasio. Piter objašnjava Martiju da je preživeo brodolom Luzitanije 1915. godine, kada je bio mali dečak. Piter ne veruje da su Nemci potopili putnički brod jer je nosio oružje, već zato što je njegov otac radio za tajnu službu pod konspirativnim imenom M15 – Nemci su potpili brod da bi ubili Piterovog oca. Otac je na brod poneo veliki drveni sanduk čiji je sadržaj Piteru ostao nepoznat do danas. Piter saopštava Martiju da je ime tajne operacije u kojoj je učestvovao njegov otac bilo „Operacija Marti Misterija“-

## Inspiracija stvarnim događajima
Brod Luzitanija je zaista postojao i potopljen je 7. maja 1915. u blizini Irske od strane nemačke ratne mornarice tokom 1. svetskog rata. Nemci su verovali da Luzitanija, iako putnički brod, prevozi oružje iz Amerike u Evropu, što se na kraju ispostavilo kao tačno.

## Reprize ove epizode
U Srbiji je ova epizoda reprizirana u knjizi #2 kolekcionarske edicije Biblioteka Marti Mistrija koju je objavio Veseli četvrtak, 30.4.2015. U Italiji je epizoda prvi put reprizirana u januaru i februaru 1990. godine u okviru edicije Tutto Martyn Mystere, dok je u Hrvatskoj prvi put reprizirana u izdanju Libelusa 15.10.2007.

## Prethodna i naredna sveska vanrednog izdanja LMS
Prethodna sveska nosila je naziv Izvor mladosti (#8), a naredna Tajna Luizitanije (#10).